# К'яра Сіракуса
К'яра, повне і'мя К'яра Сіракуса (мальт. Chiara Siracusa; нар. 25 вересня 1976 року, Сенглеа, Мальта) — мальтійська співачка, яка виступала на конкурсі «Євробачення» в 1998, 2005 та 2009 роках.

## Біографія

### Євробачення 1998
У 1998 році К'яра виграла конкурс «Song for Europe», який проводиться в Мальті щорічно, метою якого є відбір виконавців для участі на «Євробаченні», з піснею «The One That I Love». Вона отримала можливість представити Мальту на «Євробаченні» в Бірмінгемі.
Чотири країни (Велика Британія, Ірландія, Норвегія та Словаччина) віддали по 12 очок за виконавицю з Мальти. Усього пісня К'яри отримала 165 очок і посіла 3 місце в конкурсі з відривом від Дана Інтернешенл всього в 7 балів.

### Євробачення 2005
У 2005 році К'яра знову виграла «Song for Europe», цього разу з піснею «Angel». На «Євробаченні» К'яра зайняла 2 місце з 192 очками. Це стало найкращим результатом виступу Мальти на «Євробаченні»: до цього найкращим результатом було 165 бали. 12 балів дала Мальті Росія.

### Євробачення 2009
У 2009 році К'яра знову виграла відбірковий конкурс і представила Мальту на «Євробаченні» з піснею «What If We». Цього разу вона пройшла у фінал конкурсу, але зайняла в ньому лише 22 місце з 25, отримавши 31 бал.

## Дискографія

### Альбоми
- Shades Of One (1998)
- What You Want (2000)
- Covering Diversions (2003)
- Here I Am (2005)